# Guido de Monforte
Guido de Monforte (1244–1291) era filho de Simão de Montfort, 6.º Conde de Leicester e Leonor da Inglaterra, Condessa de Leicester.

## Biografia
Participou da Batalha de Evesham contra as forças monarquistas de seu tio, o rei Henrique III da Inglaterra, e seu primo, o príncipe Eduardo. Tanto seu pai quanto seu irmão mais velho foram mortos de forma traumática durante a desastrosa batalha. Guy de Montfort foi gravemente ferido e capturado.
Foi mantido no Castelo de Windsor até a primavera de 1266, quando subornou seus captores e fugiu para a França para se juntar à sua família exilada. Guido e seu irmão, Simão o Jovem, vagaram pela Europa por vários anos, eventualmente indo para a Itália.
Guido prestou serviço com Carlos de Anjou, servindo como seu vigário-geral na Toscana. Distinguiu-se na Batalha de Tagliacozzo e recebeu Nola de Carlos de Anjou.
Em 1271, Guido e Simão descobriram que seu primo Henrique de Almain (filho de Ricardo, 1.º Conde da Cornualha) estava em Viterbo na igreja de San Silvestro. Em vingança pela morte de seu pai e irmão em Evesham, em 13 de março de 1271, Guido e Simão assassinaram Henrique enquanto ele agarrava o altar, implorando por misericórdia. "Você não teve piedade de meu pai e irmãos", foi a resposta de Guido. Este assassinato foi realizado na presença dos cardeais (que estavam realizando uma eleição papal), do rei Filipe III da França e do rei Carlos da Sicília. Por este crime os irmãos Montfort foram excomungados, e Dante baniu Guido para o rio de sangue fervente no sétimo círculo de seu Inferno (Canto XII).
A notícia chegou à Inglaterra, e o rei Henrique III despachou um funcionário da casa real para informar os condados do norte e a Escócia sobre a excomunhão. O papa Gregório X escreveu uma carta (29 de novembro de 1273) ao rei Eduardo de Lyon, onde estava se preparando para um concílio ecumênico, informando que os cardeais Riccardo Annibaldi e Giovanni Orsini ainda estavam em Roma e receberam ordens para encontrar um local seguro de prisão nos territórios da Igreja para Guido de Montfort.
Simão morreu mais tarde naquele ano em Siena, "amaldiçoado por Deus, um errante e um fugitivo". Guido foi destituído de seus títulos e voltou a servir Carlos de Anjou, mas foi capturado na costa da Sicília em 1287 pelos aragoneses na Batalha dos Condes. Ele morreu em uma prisão siciliana.

## Família
Na Toscana, casou-se com uma nobre italiana, Margherita Aldobrandesca, a Senhora de Sovana. Com ela teve duas filhas: Anastácia, que se casou com Romano Orsini, e Tomasina, que se casou com Pietro di Vico.